# Chronik eines Mordes
Chronik eines Mordes ist ein deutscher Spielfilm aus dem DEFA-Studio für Spielfilme von Joachim Hasler aus dem Jahr 1965 nach Motiven des Romans Die Jünger Jesu von Leonhard Frank aus dem Jahr 1947.

## Handlung
Im Mittelpunkt der Handlung steht die Jüdin Ruth Bodenheim, deren Geschichte im Film in drei Zeitebenen erzählt wird, die hier chronologisch dargestellt werden:
Wohnhaft in einer süddeutschen Stadt, lebt sie gemeinsam mit ihrem über zehn Jahre jüngeren Bruder David und ihren Eltern. Die Nationalsozialisten haben ihre Macht verfestigt und Ruth sowie ihre Eltern müssen den Judenstern auf ihrer Kleidung tragen. Die Koffer für den Transport in ein Lager sind bereits gepackt, doch Ruths Vater Lion, ein Lehrer, will noch das neue Schuljahr eröffnen. Alle jüdischen Kinder kommen mit ihren Angehörigen in die Schule und Lion kann mit dem ersten Schultag beginnen. Plötzlich erscheint NSDAP-Kreisleiter Zwischenzahl mit mehreren SA-Männern, die noch mehrere jüdische Bürger hineinzwingen. Er lässt die SA-Leute in die Menschengruppe schießen. Nur David kann sich versteckt halten.
Ruth wird in ein Konzentrationslager gebracht und anschließend als 17-Jährige in ein Bordell für deutsche Militärangehörige in Warschau gesteckt. Hier erlebt sie mit dem Einmarsch der Roten Armee das Ende des Zweiten Weltkrieges.
Wieder in ihrer Heimatstadt angekommen, die jetzt in der amerikanischen Besatzungszone liegt, findet sie ihren Bruder wieder, der in der Kirche das Orgelspiel erlernt. Auch ihre Jugendliebe Dr. Martin ist nach seiner Militärzeit hier in der Klinik als Arzt angestellt. Ruth kann aber seine Liebe nicht erwidern, denn die Erinnerung an die Zeit im Bordell geht ihr nicht aus dem Kopf. Inzwischen befindet sich auch Herr Zwischenzahl in amerikanischer Gefangenschaft, wo der amerikanische Captain Liban versucht, ihm eine Mittäterschaft an den nationalsozialistischen Verbrechen nachzuweisen. Aufgrund einer Anweisung von höherer Stelle muss er Zwischenzahl jedoch aus der Haft entlassen. Er sorgt aber dafür, dass David mit einer Gruppe von Waisen nach Frankreich geschickt wird, wo er auch das Klavierspielen erlernen kann. Als Ruth von der Freilassung Zwischenzahls hört, geht sie zu seiner Wohnung, um ihn zu erschießen. Hier muss sie aber erfahren, dass dieser sich nicht mehr in Deutschland befindet. Mit der Zeit kommen sich Ruth und Dr. Martin näher und heiraten später auch.
Zehn Jahre später fährt Dr. Martin mit seiner Frau in eine Bar in der Stadt, um mit ihr und seinem Chef seine Beförderung zum Chefarzt zu feiern. Dort sieht sie zahlreiche Plakate zur Wahl des Bürgermeisters mit dem Bild von Zwischenzahl, der wieder in die Stadt zurückgekehrt ist. Sie versucht, eine Klage bei Staatsanwalt Dr. Hoffmann einzureichen. Sie hat eine Mappe mit Unterlagen über alle Beteiligten, die für den Tod ihrer Eltern und für ihre Verbringung in das Bordell verantwortlich sind. Diese hat ihr Mann zusammengetragen, jedoch nur um eine Entschädigungszahlung für das erlittene Unrecht zu bekommen. Damit will er die Kosten für ein noch zu bauendes Haus begleichen. Ruth will jedoch keine Entschädigung, sondern eine Aufarbeitung der Geschehnisse und Verurteilung der Verantwortlichen. Doch bereits seit dem Kriegsende versucht ihr Mann, ihr diese Forderungen auszureden, denn von den Honoratioren der Stadt ist auch er abhängig.
Als sie bei den offiziellen Stellen kein Gehör findet, entschließt sie sich erneut, Zwischenzahl zu erschießen. Nutzen will sie dazu die Feier zu dessen Wahlsieg zum Bürgermeister. Sie lässt ihn aus dem Saal in die Halle kommen und schießt auf ihn, sodass er sofort tot ist. Beim Weggehen legt sie die Mappe mit den Unterlagen auf den Tisch, sodass klar ist, wer ihn umgebracht hat. Ihr Wille ist, dass ein Prozess gegen sie eröffnet wird, damit sie die Gräueltaten der Nationalsozialisten in ihrer Stadt aufdecken kann. Der Versuch der Offiziellen der Stadt im Zusammenwirken mit ihrem Mann, sie zur Flucht nach Rom zu bewegen, denn ein Prozess soll auf jeden Fall verhindert werden, schlägt fehl. Ruth wird verhaftet und kommt ins Untersuchungsgefängnis. Als Dr. Hoffmann ein von Dr. Martin bestätigtes Gutachten zur psychischen Erkrankung Ruth Bodenheims unterzeichnen soll, kündigt er seine Stelle als Staatsanwalt und wird ihr als Rechtsanwalt zur Seite stehen.

## Produktion und Veröffentlichung
Chronik eines Mordes wurde von der Künstlerischen Arbeitsgruppe Heinrich Greif unter dem Arbeitstitel Jünger Jesu als Schwarzweißfilm in Totalvision gedreht und hatte seine Uraufführung anlässlich des 800. Jubiläums der Leipziger Messe am 26. Februar 1965 im Leipziger Kino Capitol. Eine Voraufführung mit anschließenden Foyergespräch gab es bereits am 15. November 1964 im Berliner Kino International in einer vom Filmclub der Jungen Welt organisierten Veranstaltung. Der offizielle Kinostart begann am 4. März 1965 im Kino International mit einer Premierenfeier. Im Fernsehen der DDR wurde der Film das erste Mal am 26. August 1974 im 1. Programm gezeigt.
Die Dramaturgie lag in den Händen von Walter Janka.

## Synchronisation
| Rolle        | Darsteller    | Synchronsprecher |
| ------------ | ------------- | ---------------- |
| Dr. Hoffmann | Jiří Vršťala  | Herbert Köfer    |
| Dr. Schäure  | Bohumil Šmída | Harry Studt      |

## Kritik
Helmut Ullrich stellt in der Neuen Zeit fest:

„Eine extreme Geschichte. Bestimmt. Aber sie hat etwas Symptomatisches. 1946 konnte Wolfgang Staudte seinen Film Die Mörder sind unter uns noch mit der Hoffnung auf juristische Gerechtigkeit schließen, wenn auch diese Hoffnung sich schon ins Allegorische verflüchtigte.“

In der Berliner Zeitung war von Dr. Manfred Jelenski zu lesen:

„Einige Szenen, sosehr die meisten auch die Realität treffen, sind etwas direkt geraten. Gerd Natschinski, der die im wesentlichen ein jüdisches Liedmotiv variierende Musik schrieb, hatte es sich bei der musikalischen Charakterisierung einiger Randszenen und -figuren ein wenig zu leicht gemacht. Das ändert nichts an der Bedeutung dieses Filmes…“

Das Lexikon des internationalen Films schreibt, dass der Film eine stilistisch uneinheitliche, schauspielerisch allerdings bravouröse Auseinandersetzung mit der faschistischen Vergangenheit und westdeutschen Gegenwart innerhalb einer Kriminalgeschichte darstellt.